# Lunsen
Lunsen este o arie protejată (arie specială de conservare — SAC, sit de importanță comunitară — SCI) din Suedia întinsă pe o suprafață de 1.348,2 ha, integral pe uscat.

## Localizare
Centrul sitului Lunsen este situat la coordonatele 59°47′06″N 17°42′41″E / 59.7849°N 17.7115°E.

## Înființare
Situl Lunsen a fost declarat sit de importanță comunitară în aprilie 2004 pentru a proteja 2 specii de plante. Situl a fost protejat și ca arie specială de conservare în martie 2011.

## Biodiversitate
Situată în ecoregiunea boreală, aria protejată conține 8 habitate naturale: Pășuni din zone de pădure fino-scandinave, Mlaștini turboase de tranziție și turbării mișcătoare, Mlaștini împădurite, Păduri fino-scandinave bogate în ierburi cu Picea abies, Pajiști fino-scandinave uscate până la mezice, bogate în specii de altitudine mică, Păduri caducifoliate de mlaștină fino-scandinave, Mlaștini alcaline, Taiga vestică.
La baza desemnării sitului se află mai multe specii protejate de  plante (2): Buxbaumia viridis, Hamatocaulis vernicosus.